# Womanizer
Singles de Britney Spears
Break the Ice
(2008) Circus
(2008)
Womanizer est une chanson de la chanteuse de pop américaine Britney Spears, issue de son sixième album studio, Circus. La chanson est sortie en tant que premier single de l'album le 26 septembre 2008 sous le label Jive. Produit et coécrit par Nikesha Briscoe et Rafael Akinyemi des The Outsyders, la chanson a dû être ré-enregistrée après qu'un extrait de celle-ci a été divulgué sur le web. Womanizer est une chanson electropop, décrite par Spears comme un hymne féminin. Les paroles du titre évoque un homme coureur de jupons, tandis que la protagoniste de la chanson fait clairement savoir qu'elle sait ce qu'est cet homme en réalité. Womanizer a été bien accueilli par les critiques contemporaines, ces dernières faisant l'éloge de son hook, de sa mélodie ainsi que de ses paroles. Les critiques ont également observé qu'il s'agissait d'une piste à part au sein de l'album et l'ont jugé comme le single du retour de Spears.
Womanizer se classe numéro un des charts en Belgique, au Canada, au Danemark, en Finlande, France, Norvège, Suède ainsi qu'aux États-Unis. La chanson a également atteint le top 10 de chaque pays où elle s'est classé et a été certifiée dans plusieurs pays. Aux États-Unis, Womanizer était le premier single de Britney Spears à se classer 1er depuis ...Baby One More Time en 1999. La chanson a battu le record de la meilleure progression vers la première place. Womanizer est aussi le single numérique le plus vendu de Spears aux États-Unis, après s'être écoulé à 3,4 millions d'exemplaires là-bas.
Le vidéoclip de la chanson, réalisé par Joseph Kahn, a été pensé par Spears comme une suite à la vidéo de Toxic. Le clip montre Spears se métamorphosant en différentes femmes et suivant son petit ami à travers ses activités quotidiennes afin de le confronter à ses tromperies. La vidéo présente aussi des scènes entrecoupées de Spears nue dans un sauna, comme une réponse aux attaques qu'elle avait reçues au cours de ces dernières années au sujet de son poids. Le vidéoclip a reçu des critiques positives. La vidéo a également été nommée dans deux catégories aux MTV Video Music Awards 2009, et a remporté un prix dans la catégorie Best Pop Video (Meilleure Vidéo Pop).
Womanizer a été repris par un certain nombre d'artistes de genres différents, comprenant Lily Allen, Franz Ferdinand et Girls Aloud. Spears a interprété Womanizer au cours de plusieurs émissions télévisées dont Star Academy, The X Factor et Good Morning America, ainsi qu'à la cérémonie des Bambi Awards 2008. Elle a également interprété la chanson lors des tournées, The Circus Starring: Britney Spears (2009), comprenant des costumes et une imagerie inspirés de la police, et Femme Fatale Tour (2011). Womanizer a reçu une nomination aux Grammy Awards en 2010 dans la catégorie Best Dance Recording (Meilleur Production Dance).

## Genèse
La chanson a été écrite et coproduite par Nikesha Briscoe et Rafael Akinyemi de l'équipe de production, The Outsyders. Spears a posé sa voix sur le titre avec Brendan Dakora aux Glenwood Studios à Burbank (Californie) et avec Bojan "Genius" Dugic aux Legacy Studios à New York. L'édition sur Pro Tools a été réalisé par John Hanes, aidé par Tim Roberts. Le 19 septembre 2008, un extrait de mauvaise qualité de 37 secondes de la chanson a été publié sur le site officiel de 107.5 The River, une station de radio de Lebanon, Tennessee. Selon Jive Records, un représentant du label a joué un mix de la chanson pour les personnes de la station de radio, qui l'ont enregistré et mis en ligne sur Internet. L'extrait a par la suite été retiré du site web. La chanson devait initialement paraître le 23 septembre 2008, mais sa sortie a été retardée du fait que Spears soit retournée en studio afin de ré-enregistrer quelques vocaux. Les nouveaux enregistrements ont été effectués avec Jim Beanz et Marcella "Mme Lago" Araica. La chanson a finalement été mixée par Serban Ghenea aux Studios MixStar en Virginie. Womanizer a été officiellement envoyé aux stations de radio le 26 septembre 2008. Le 18 octobre, Britney Spears a déclaré lors d'une interview en direct avec la radio new-yorkaise Z100: « C'est à propos des gars qui ne sont pas honnêtes avec les filles, c'est un hymne féminin. C'est pourquoi je l'aime. »

## Composition
Womanizer est une chanson electropop avec des synthétiseurs et un rythme dance,. Elle est comparée à ses chansons Toxic (2003) et Ooh Ooh Baby (2007). Elle est écrite dans la forme couplet-pré-refrain-refrain. Elle commence avec des sons de sirènes. Selon Ann Powers de Los Angeles Times, la voix « intelligente » de Spears est similaire à celle de The Andrews Sisters. Jim Farber de Daily Mail remarque également que l'élocution de Spears a « un ton d'irascibilté ». Après le pont, Spears chante le refrain encore une fois et la chanson finit avec la répétition de « you’re a womanizer, baby ». La chanson est composée dans la tonalité de Do mineur et a un tempo de 139 pulsations par minute. Elle suit la séquence Do mineur, Fa mineur, Mi, Mi et Ré. La chanson se réfère à un Dom Juan. Les paroles ont reçu des allégations sur le fait qu'elles seraient adressées à Kevin Federline.

## Accueil

### Accueil critique

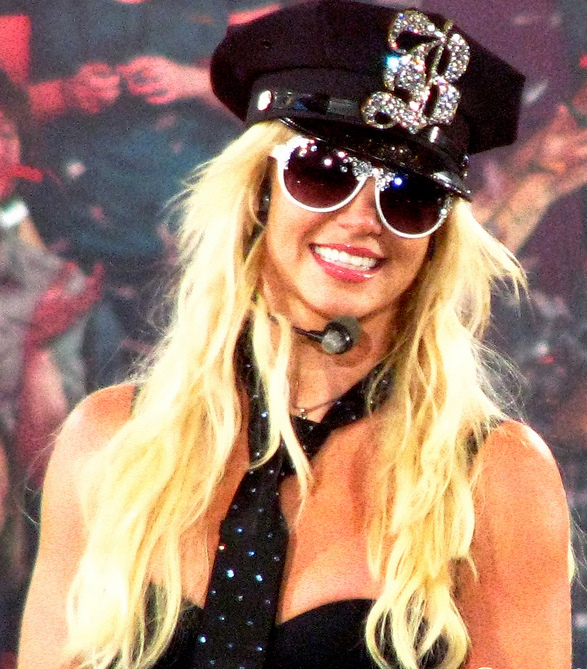
Britney Spears lors de la performance de Womanizer au cours de son show The Circus Starring: Britney Spears

Peter Robinson, de The Observer a donné à la chanson la note maximum de cinq étoiles, la considérant comme « un single de comeback » et comme ayant un « hook de génie ». Il a ajouté que la chanson « a été désignée comme nonchalante, en grande partie par des gens mal informés qui pensent aussi que les la la la de Kylie auraient été meilleurs avec des mots adéquats ». Popjustice a comparé le titre à Some Girls de Rachel Stevens et a ajouté: « La piste établit une fondation solide pour réellement réaliser le comeback qui n'a pas vraiment eu lieu la dernière fois et il est difficile de ne pas penser que c'est un concurrent en retard pour le single de l'année. [...] Il est littéralement très bon. » La semaine du 24 novembre 2008, le Derby Telegraph choisit Womanizer comme single de la semaine. Dans la chronique de l'album Circus, Nekesa Mumbi Moody de The Providence Journal a déclaré qu'avec Shattered Glass, les deux titres étaient « deux pistes fun de discothèque ».
Steve Jones de USA Today nomme Womanizer comme l'un des meilleurs titres de l'album et fait remarquer que Spears « semble le plus à l'aise quand elle joue l'allumeuse taquine ». Talia Kraines de la BBC a indiqué que Spears a besoin de plus des chansons comme Womanizer. Simon Prix de The Independent a commenté le fait que la chanson emprunte le son électronique de Goldfrapp. Ann Powers du Los Angeles Times a félicité l'élocution de Spears et les paroles, disant que la chanson est « est à propos du genre girl power qui se focalise sur les actes d'un homme détestable, c'est à la fois vintage et contemporain - plus féministe comme individualiste. Mike Newmark de PopMatters définit la chanson comme « à haute tension avec The Outsyders à la barre, qui font un travail admirable afin de recréer l'alchimie de Spears et Danja sur le single de l'an dernier, Gimme More »
La chanson a été nommée pour un Grammy Award dans la catégorie Best Dance Recording (Meilleur Production Dance) le 2 décembre 2009. Spears avait déjà remporté un prix dans cette catégorie lors la cérémonie de 2005 pour son single Toxic. Toutefois, Womanizer a perdu face à Poker Face de Lady Gaga.

### Accueil commercial
Aux États-Unis, la chanson est entrée à la 96e place au Billboard Hot 100 la semaine du 8 octobre 2008. La semaine suivante, la chanson a bondi à première place, brisant les records de la meilleure progression pour un numéro un ainsi que de la meilleure progression de l'histoire du classement, précédemment détenu par T.I. avec Live Your Life et Beyoncé et Shakira avec Beautiful Liar. Cette performance a toutefois été battue par Kelly Clarkson avec son single My Life Would Suck Without You. Womanizer a également détenu le record des meilleures ventes en téléchargement digital en première semaine avec 286 000 exemplaires écoulés, devant ainsi la meilleure performance en termes de ventes réalisée par une artiste féminine depuis le début du téléchargement digital en 2003 et surpassant le record précédant détenu par Mariah Carey avec Touch My Body, selon Nielsen SoundScan. Ce record a été battu le 27 janvier 2010 par Taylor Swift et son titre Today Was a Fairytale. Womanizer était le premier single numéro un de Spears depuis ...Baby One More Time en 1999. Sur la semaine du 3 janvier 2009, la chanson atteint la 1re place du Billboard Pop Songs et la 6e du classement Hot 100 Airplay (Radio Songs). En juillet 2009, Womanizer se classe à la 39e place du classement regroupant les chansons enregistrant les meilleures ventes numériques de tous les temps, avec plus de 2 777 600 exemplaires écoulés. Womanizer s'est vendu à 3,1 millions de téléchargements légaux, et le single digital de Spears le plus vendu aux États-Unis.
Au Canada, la chanson se classe numéro un le 18 octobre 2008, et reste à cette position durant cinq semaines consécutives. Womanizer entre dans les charts australiens le 13 octobre 2008 à la 16e place. Trois semaines plus tard, il a atteint le top 5. Il s'est écoulé à plus de 70 000 exemplaires, remportant une certification platine par l'Australian Recording Industry Association (ARIA). En Nouvelle-Zélande, la chanson a atteint la 9e place le 27 octobre 2008. La chanson a été certifiée disque d'or par la Recording Industry Association of New Zealand (RIANZ), avec 7500 exemplaires vendus. La piste a fait ses débuts 4e au Royaume-Uni le 9 novembre 2008 et a atteint la 3e place quatre semaines plus tard,. Le 16 janvier 2009, Womanizer a été certifié disque d'argent par la British Phonographic Industry (BPI), avec des ventes s'élevant à plus de 200 000 exemplaires. Selon The Official Charts Company, la chanson s'est vendu à 400 000 exemplaires dans le pays. Womanizer a atteint la première place dans un certain nombre de pays européens, dont la Belgique (Flandre), le Danemark, la Finlande, la France (durant cinq semaines consécutives), la Norvège et la Suède. Le titre a également atteint le top 10 en Autriche, en Belgique francophone, en République tchèque, en Italie, Espagne et aux Pays-Bas. En outre, Womanizer est devenu le sixième numéro un européen de Spears.

## Clip vidéo

### Développement

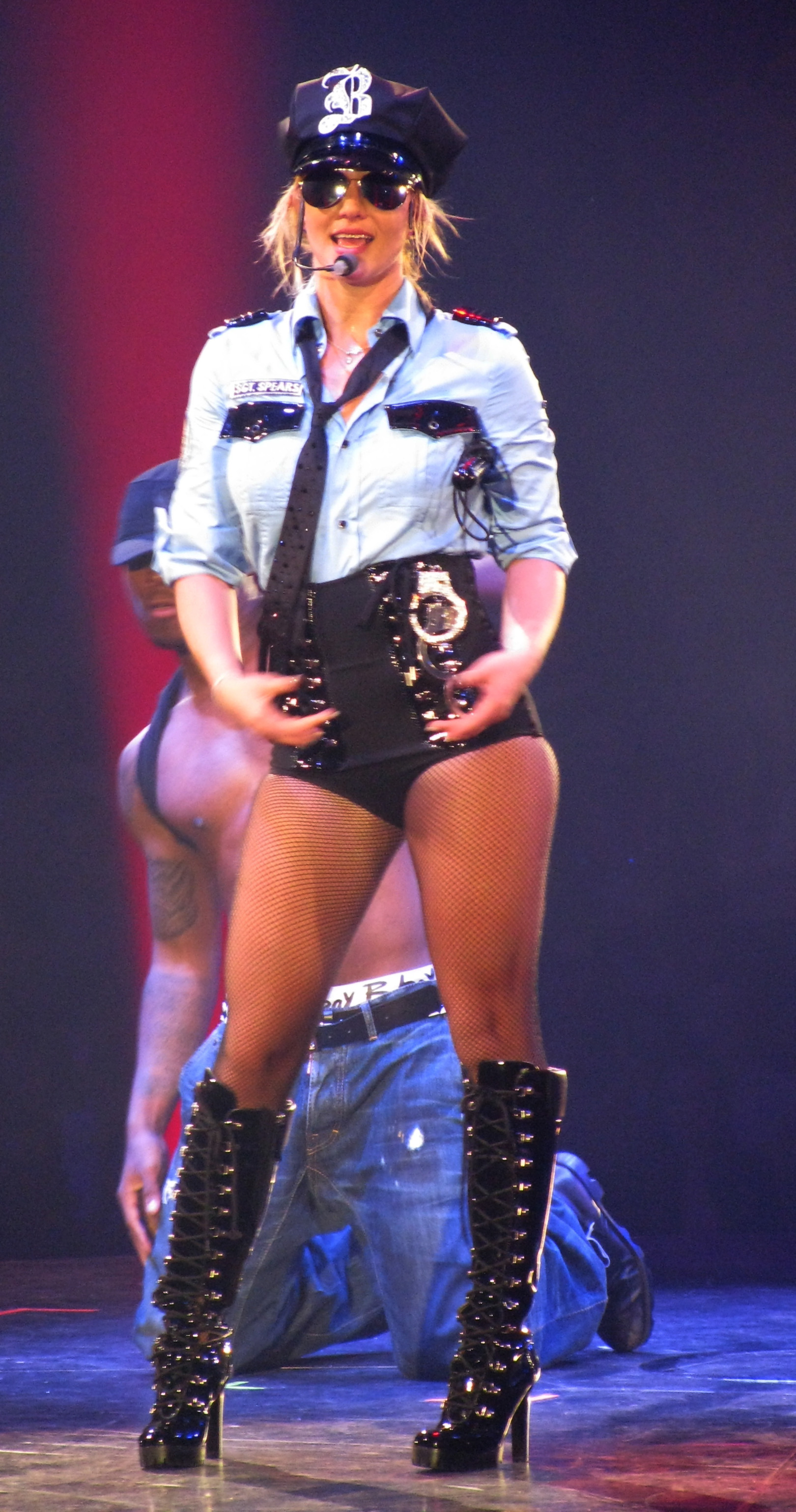
Britney Spears interprétant Womanizer à Boston

La vidéo a été filmée les 24 et 25 septembre 2008 à Los Angeles, en Californie et a été réalisée par Joseph Kahn, qui a déjà travaillé avec Spears sur les clips de Stronger et Toxic. Selon Kahn, Spears lui exposa son concept original, qui comprenait tous les principaux éléments utilisés dans la version finale. Spears pensa la vidéo comme une suite de Toxic, comme on peut le voir dans le documentaire Britney: For the Record, tandis que Kahn approcha cela comme « une réponse de 2008 » au clip précédent. Il a ajouté que, Toxic était une cristallisation de sa carrière à ce moment-là, [...] Il y a des éléments et des moments de ce que j'ai ressenti qui pourraient être (ont été) améliorés. Womanizer est un peu plus de la mode-avant, ». À propos de la façon dont le concept de la vidéo a été lié à leur travail précédent, Kahn a déclaré « C'est juste une fille super fantaisiste. Il y a des choses pour lesquelles elle est très bonne, comme d'avoir un talent vraiment naturel pour savoir ce que les filles veulent. [...] C'est un son beaucoup plus mature et des paroles beaucoup plus matures, et elle a toujours les plus grandes idées. Elle est hyper-consciente de la culture pop, ». Les costumes et looks de chacune des différents personnages féminins ont été choisis par Spears et Kahn. Les scènes dans le sauna ont été suggérées par Kahn, comme une réponse aux attaques que Spears a reçu au fil des ans au sujet de son poids. Il a déclaré, « Je savais que le monde entier serait là à regarder, donc je voulais quelque chose qui suggérerait, « C'est Britney, c'est pourquoi vous devez la respecter ». Le plateau de tournage a été vidé pendant deux heures, laissant Spears et Kahn seuls pour la prise de vue de la séquence. Kahn a également décidé de mettre fin à la vidéo avec une image de Spears souriant, parce que « Nous avons juste besoin de dire à tout le monde, elle va bien ». Une version censurée du clip a été diffusée en première mondiale le 10 octobre 2008 sur ABC, à la fin de l'émission 20/20. La version non censurée a été diffusée sur MTV le même soir.

### Concept

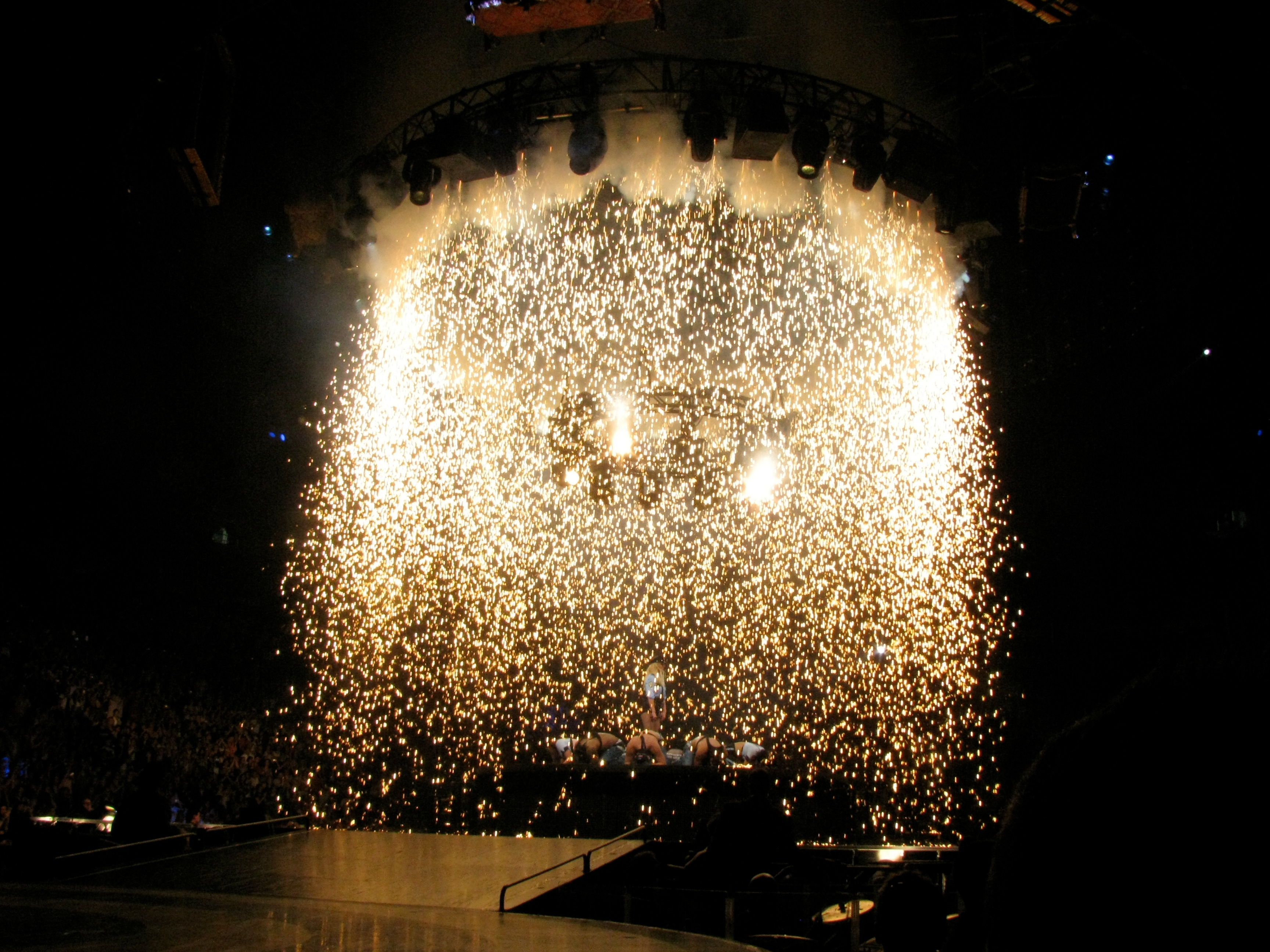
Final sur Womanizer

La vidéo commence avec une légende d'ouverture où l'on lit « Womanizer ». Lors de l'introduction, Britney Spears se trouve nue dans un sauna, souriant, tout en se couvrant de ses mains. Ces scènes apparaissent tout au long de la vidéo. Lorsque le premier couplet commence, une Britney Spears blonde portant une chemise de nuit prépare le petit déjeuner pour son petit ami (joué par le mannequin Brandon Stoughton) alors qu'il se prépare à aller travailler. Lorsqu'il est au bureau, il remarque une nouvelle secrétaire, qui est en réalité Britney Spears déguisée, portant des lunettes et une jupe crayon. Elle commence à danser face à lui et chante le refrain. Il la suit jusqu'à la photocopieuse, où elle photocopie ses fesses. Dans le fond, on aperçoit un homme semblant mal à l'aise, le même qui apparaît dans la scène de l'avion dans Toxic. Puis, Britney Spears est déguisée en une serveuse rousse dans un restaurant. Elle danse autour de son petit ami avec ses danseurs et joue avec lui allongée sur comptoir de la cuisine. Après cela, on voit son petit ami rentrer à la maison conduit par Spears, déguisée en chauffeur. Elle commence à l'embrasser tandis qu'elle conduit la voiture à l'aide de son talon. Une fois qu'ils entrent dans la chambre à coucher, Britney Spears se révèle être les trois femmes que son petit ami a courtisé tout au long de la journée. Elle commence à attaquer ce « coureur de jupon ». Ceci est illustré par le biais de Britney Spears incarnant ses trois alter ego, puis la version réelle d'elle-même. Britney Spears jette une couverture sur son petit ami, le faisant disparaître et fait le lit. La vidéo se termine avec Britney souriant, et une répétition de la légende d'ouverture.

### Réception
Bill Lamb de About.com a déclaré à propos du vidéoclip qu'il était « sans doute la meilleure vidéo musicale de la carrière de Britney ». Margeaux Watson de Entertainment Weekly a déclaré la vidéo « semble prometteur. [...] La danse est raide et minimale, une déception alors que ses pas de danse sont son point fort, mais il s'agit d'un retour bienvenu à la Britney que nous aimons - magnifique, se trémoussant, graissé jusqu'à, et résolue à jouer la femme fatale ». Rolling Stone dit que la vidéo était « un croisement entre Toxic et The Office » et a ajouté, « elle danse et apparaît comme l'ancienne Britney ». Courtney Hazlett de msnbc.com revendiqué « Lorsque Spears n'est pas représentée nue et en se tordant dans un bain de vapeur, elle est enflammée ». Adam Bryant de TV Guide a déclaré que « la vidéo est un retour en forme pour la pop star troublée ». Le clip de Womanizer est devenu un succès mondial juste après sa première diffusion sur Internet, gagnant sept millions de vues en moins de 48 heures. Le clip a été répertorié comme la meilleure vidéo de l'année 2008 dans les sondages réalisés par MTV et Fuse TV,. La vidéo a remporté le prix de Vidéo de l'Année aux NRJ Music Awards 2009. La vidéo a également été nommée dans les catégories Best Pop Video (Meilleure Vidéo Pop) et Video of the Year (Vidéo de l'Année) aux MTV Video Music Awards 2009. La vidéo a perdu dans la dernière catégorie, au profit de Single Ladies de Beyoncé, mais a gagné le prix de Best Pop Video.

## Performances

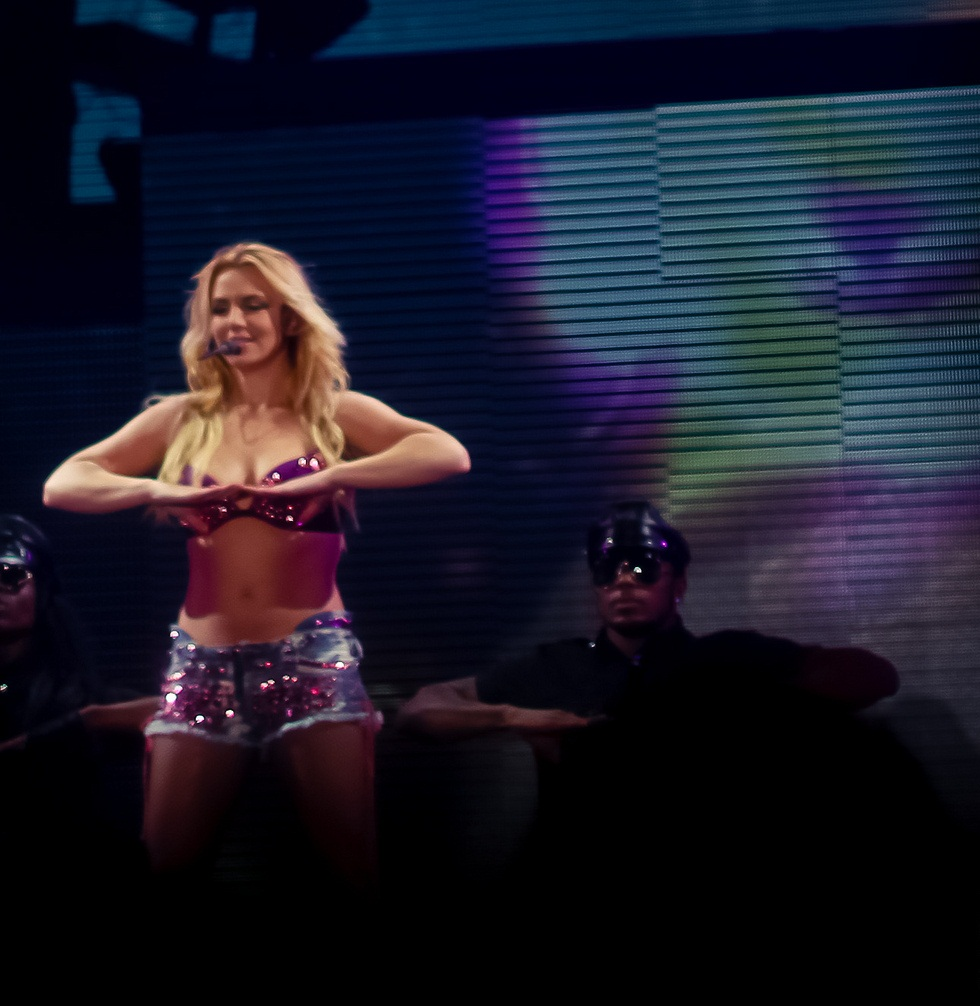
Britney Spears interprétant Womanizer lors du Femme Fatale Tour.

Womanizer a été interprété pour la première fois à la cérémonie des Bambi Awards en Allemagne, le 27 novembre 2008. Pour la performance, Spears portait une culotte haute, des bas résille et un haut chapeau noir. L'ensemble a été comparée au costume que portait Madonna pendant le premier acte de son Sticky & Sweet Tour (2008-2009). Spears a également reçu avec un prix pour Best International Popstar (Meilleure Popstar Internationale) des mains de Karl Lagerfeld, qui lui a déclaré: « je vous admire... Pas seulement pour votre art, mais pour votre énergie. Vous êtes revenue non seulement comme un phénix, mais comme un oiseau du paradis ». La nuit suivante, Britney Spears a interprété la chanson à Star Academy, avec une chorégraphie similaire, mais vêtue d'une robe bustier rouge. Le 30 novembre 2008, Spears chante à The X Factor. La performance a été suivie par plus de treize millions de téléspectateurs au Royaume-Uni, ce qui en fait l'épisode le plus vu de l'histoire de l'émission. Le 2 décembre 2008, la chanteuse a interprété la chanson à Good Morning America en plus d'une performance de Circus. Le 15 décembre 2008, Britney Spears participe à l'émission musicale japonaise Hey! Hey! Hey! Music Champ. Le lendemain, elle se produit au NTV Best Artist 2008 habillée d'un soutien-gorge noir et or, d'une culotte haute et d'un haut chapeau blanc. Elle arborait également un faux tatouage représentant un cœur sur la joue.

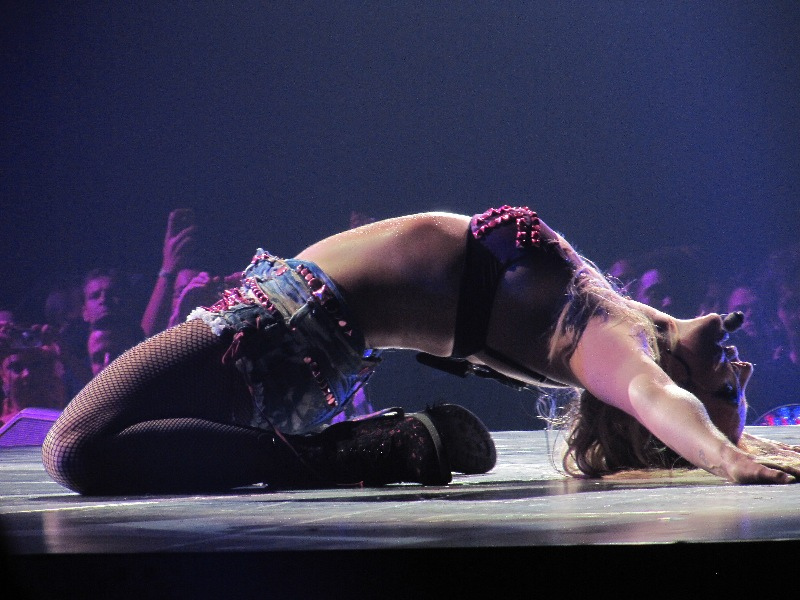
Performance de Womanizer lors du Femme Fatale Tour.

La chanson a été une performance majeure de la tournée, The Circus Starring: Britney Spears (2009), en tant que rappel du show. Après que l'interlude vidéo comprenant une compilation des vidéoclips de Spears réglée sur Break the Ice a pris fin, Britney Spears apparaît vêtue d'un uniforme d'officier de police conçu par Dean et Dan Caten, avec des lunettes noires, un chapeau avec le logo de sa marque déposée et des menottes à paillettes. Ses danseuses ont également été habillées en policières, tandis que ses danseurs étaient habillés en criminels. Pendant le spectacle, elle danse et a flirte avec les danseurs. À la fin de la chanson, elle retourne sur la scène principale, tandis que ses danseurs l'entourent et une avalanche d'étincelles s'abat sur eux. Elle remercie le public et s'incline devant chaque côté de l'arène. Elle quitte ensuite la scène sur une version instrumentale de Circus, jouée en arrière-plan. Jane Stevenson, du Toronto Sun a salué la performance comme se démarquant dans le spectacle.
Womanizer a également été interprété lors du Femme Fatale Tour (2011) comme la dernière chanson du quatrième acte. Après I Wanna Go, qui où elle danse avec des membres du public sur scène, Britney Spears chante Womanizer, entouré par ses danseurs habillés en policiers. Ed Masley de The Arizona Republic a qualifié les performances de I Wanna Go et Womanizer de « coup de feu triomphant de la meilleure dance-pop. »

## Liste des pistes
| - Téléchargement digital 1. Womanizer — 3:43 - CD Single 1 en Australie et en Europe 1. Womanizer — 3:43 2. Womanizer (Instrumental) — 3:43 - CD Single 2 en Australieen Européen et en Corée 1. Womanizer — 3:43 2. Womanizer (Kaskade Remix) — 5:31 3. Womanizer (Junior's Electro Tribal Remix) — 8:47 4. Womanizer (Instrumental) — 3:43 5. Womanizer (Vidéo) - EP digital - The Remixes 1. Womanizer(Kaskade Remix) — 5:31 2. Womanizer (Benny Benassi Extended Mix) — 6:16 3. Womanizer (Junior's Tribal Electro Remix) — 8:47 4. Womanizer (Jason Nevins Club Remix) — 7:31 5. Womanizer (Tonal Extended Mix) — 5:29 | - CD Remixes promo 1. Womanizer (Junior's Tribal Electro Remix) — 8:47 2. Womanizer (Kaskade Remix) — 5:31 3. Womanizer (Digital Dog Club) — 6:26 4. Womanizer (Digital Dog Dub) — 6:09 5. Womanizer (Digital Dog Radio) — 3:15 6. Womanizer (Sodaboys Remix) — 3:57 7. Womanizer (Main Version) — 3:43 - The Singles Collection Coffret Single 1. Womanizer — 3:43 2. Womanizer (Kaskade Remix) — 5:31 |

## Crédits
- Chant : Britney Spears
- Auteurs : Nikesha Briscoe, Rafael Akinyemi
- Producteurs : Nikesha Briscoe/The Outsyders
- Mixage : Serban Ghenea
- Mixage Pro Tools : John Hanes
- Mastering : Tom Coyne

## Classements et certifications
| Classement (2008)                       | Meilleure position |
| --------------------------------------- | ------------------ |
| Allemagne (Media Control AG)            | 4                  |
| Autriche (Ö3 Austria Top 40)            | 4                  |
| Australie (ARIA)                        | 5                  |
| Belgique (Flandre Ultratop 50 Singles)  | 1                  |
| Belgique (Wallonie Ultratop 50 Singles) | 2                  |
| Canada (Hot 100)                        | 1                  |
| Danemark (Tracklisten)                  | 1                  |
| Espagne (PROMUSICAE)                    | 8                  |
| États-Unis (Hot 100)                    | 1                  |
| États-Unis (Pop Airplay)                | 1                  |
| États-Unis (Dance Club Songs)           | 9                  |
| Europe (Hot 100)                        | 1                  |
| Finlande (Suomen virallinen lista)      | 1                  |
| France (SNEP)                           | 1                  |
| France (SNEP Téléchargement)            | 1                  |
| Hongrie (Rádiós Top 40)                 | 2                  |
| Irlande (IRMA)                          | 2                  |
| Italie (FIMI)                           | 7                  |
| Japon (Hot 100)                         | 7                  |
| Norvège (VG-lista)                      | 1                  |
| Nouvelle-Zélande (RMNZ)                 | 9                  |
| Pays-Bas (Single Top 100)               | 8                  |
| Tchéquie (IFPI Rádio)                   | 6                  |
| Royaume-Uni (UK Singles Chart)          | 3                  |
| Suède (Sverigetopplistan)               | 1                  |
| Suisse (Schweizer Hitparade)            | 2                  |

| Classement (2008)              | Position |
| ------------------------------ | -------- |
| Australie                      | 40       |
| Royaume-Uni                    | 33       |
| Suède                          | 35       |
| États-Unis Billboard Hot 100   | 80       |
| Classement (2009)              | Position |
| Allemagne                      | 100      |
| Autriche                       | 45       |
| Belgique (Nl)                  | 33       |
| Belgique (Fr)                  | 21       |
| Canada                         | 36       |
| Europe                         | 7        |
| France                         | 22       |
| Hongrie                        | 9        |
| Royaume-Uni                    | 118      |
| Suède                          | 93       |
| Suisse                         | 57       |
| États-Unis Billboard Hot 100   | 39       |
| États-Unis Billboard Pop Songs | 26       |

| Pays              | Unités      | Certification |
| ----------------- | ----------- | ------------- |
| Australie         |             | Platine       |
| Belgique          |             | Or            |
| Danemark          |             | Platine       |
| États-Unis (RIAA) | 6 000 000 + | 6 × Platine · |
| Finlande          |             | Or            |
| Italie            |             | Or            |
| Nouvelle-Zélande  |             | Or            |
| Royaume-Uni       |             | Argent        |
| Suède             |             | Or            |

## Historique de sortie
| Région           | Date                               | Label          | Format                 |
| ---------------- | ---------------------------------- | -------------- | ---------------------- |
| Monde            | 26 septembre 2008[réf. nécessaire] | Jive, Sony BMG | Diffusion radio        |
| Europe           | 3 octobre 2008[réf. nécessaire]    | Sony BMG       | Téléchargement digital |
| Nouvelle-Zélande | 6 octobre 2008                     | Sony BMG       | Téléchargement digital |
| États-Unis       | 7 octobre 2008[réf. nécessaire]    | Jive           | Téléchargement digital |
| Australie        | 7 octobre 2008[réf. nécessaire]    | Sony BMG       | Téléchargement digital |
| Australie        | 31 octobre 2008[réf. nécessaire]   | Sony BMG       | CD single (Version A)  |
| Australie        | 15 novembre 2008[réf. nécessaire]  | Sony BMG       | CD single (Version B)  |
| Royaume-Uni      | 9 novembre 2008                    | Sony BMG       | Téléchargement digital |
| Royaume-Uni      | 24 novembre 2008                   | Sony BMG       | CD single              |
| Allemagne        | 14 novembre 2008[réf. nécessaire]  | Sony BMG       | CD single              |
| Taïwan           | 28 novembre 2008[réf. nécessaire]  | Jive, Sony BMG | CD single              |
| France           | 5 décembre 2008[réf. nécessaire]   | Jive, Sony BMG | CD single              |